# Kabinett Churchill III
Das Kabinett Churchill III wurde am 26. Oktober 1951 von dem konservativen Premierminister Winston Churchill gebildet. Er war damit Nachfolger von Premierminister Clement Attlee von der Labour Party und war bis zu seiner Ablösung durch Anthony Eden am 5. April 1955 im Amt.

## Regierungszeit
Das Kabinett wurde durch Churchill nach dem Sieg der Conservative Party bei den Unterhauswahlen vom 25. Oktober 1951 gebildet. Obwohl die Labour Party 13.948.883 (48,8 Prozent) der Stimmen erhalten hatte, verlor sie 20 ihrer 315 Mandate im House of Commons und aufgrund des geltenden Mehrheitswahlrechts die Mehrheit im Unterhaus. Die Conservative Party erzielt 12.660.061 Wählerstimmen (44,3 Prozent) und gewann 20 Sitze hinzu, so dass sie über 302 Sitze im Unterhaus verfügte. Churchill wurde zum zweiten Mal Premierminister und bildete das erste ausschließlich aus Ministern der Conservative Party bestehende Kabinett seit dem Ende der Amtszeit von Premierminister Stanley Baldwin am 4. Juni 1929.
Die Regierung bestand aus zahlreichen prominenten Mitgliedern der konservativen Tories sowie einigen Nachwuchspolitikern der Partei. Rab Butler wurde zum Schatzkanzler ernannt, während Anthony Eden erneut das Amt des Außenministers übernahm. Der bekannte schottische Rechtsanwalt David Maxwell Fyfe, der sich Verdienste als Anklagevertreter im Nürnberger Prozess gegen die Hauptkriegsverbrecher verdient gemacht hatte, wurde Innenminister. Er übte dieses Amt bis 1954 aus, ehe er als Earl of Kilmuir in den Adelsstand erhoben wurde und das Amt des Lordkanzlers übernahm. Der spätere Premierminister Harold Macmillan übernahm im Rahmen einer Kabinettsumbildung 1954 sein erstes bedeutendes Kabinettsamt als Verteidigungsminister.
Gwilym Lloyd George, jüngerer Sohn des früheren Vorsitzenden der Liberal Party, David Lloyd George, übernahm 1954 von David Maxwell Fyfe das Amt des Innenministers. Florence Horsbrugh wurde die erste Frau, die einer konservativen Regierung einen Kabinettsposten übernahm, als sie 1951 zur Bildungsministerin ernannt wurde. Zahlreiche weitere Persönlichkeiten, die später hohe Ämter bekleideten, übernahmen ihre ersten Regierungsposten. Dazu gehörten der spätere Premierminister Edward Heath, die späteren Schatzkanzler Reginald Maudling, Peter Thorneycroft und Iain Macleod, sowie der spätere Außenminister Peter Carrington. Andere bekannte Personen der Regierung waren John Profumo, Bill Deedes, David Ormsby-Gore und Robert Gascoyne-Cecil, 5. Marquess of Salisbury.
Die Amtszeit des dritten Kabinetts Churchill war maßgeblich von außenpolitischen Themen geprägt wie der Ausweitung des Kalten Krieges, der Dekolonisation Afrikas, dem Mau-Mau-Krieg und dem Guerillakampf auf der Malaiischen Halbinsel.
Obwohl Churchill 1953 einen Schlaganfall erlitten hatte, übte er das Amt des Premierministers noch bis zu seinem Rücktritt als 80-Jähriger am 5. April 1955 aus. Sein Nachfolger wurde daraufhin Anthony Eden, den er über viele Jahre hinweg gefördert hatte.

## Mitglieder des Kabinetts
| Zugehörigkeit |                  | Konservative |
| Zugehörigkeit | Nationalliberale |              |

| Amt                                             | Bild                    | Person                                             | Partei             | Partei                              | Amtszeit          | Amtszeit         |
| ----------------------------------------------- | ----------------------- | -------------------------------------------------- | ------------------ | ----------------------------------- | ----------------- | ---------------- |
| Premierminister Erster Lord des Schatzamtes     | Winston Churchill       | Winston Churchill                                  |                    | Conservative Party                  | 26. Oktober 1951  | 5. April 1955    |
| Stellvertretender Premierminister Außenminister | Anthony Eden            | Anthony Eden                                       | Conservative Party | 28. Oktober 1951                    | 5. April 1955     |                  |
| Lordkanzler                                     |                         | Gavin Simonds, 1. Viscount Simonds                 | Conservative Party | 30. Oktober 1951                    | 18. Oktober 1954  |                  |
| Lordkanzler                                     | David Maxwell Fyfe      | David Maxwell Fyfe                                 | Conservative Party | 18. Oktober 1954                    | 5. April 1955     |                  |
| Lordpräsident des Rates                         | Frederick Marquis       | Frederick Marquis, 1. Earl of Woolton              | Conservative Party | 28. Oktober 1951                    | 24. November 1952 |                  |
| Lordpräsident des Rates                         | Robert Gascoyne-Cecil   | Robert Gascoyne-Cecil, 5. Marquess of Salisbury    | Conservative Party | 24. November 1952                   | 5. April 1955     |                  |
| Lordsiegelbewahrer                              | Robert Gascoyne-Cecil   | Robert Gascoyne-Cecil, 5. Marquess of Salisbury    | Conservative Party | 28. Oktober 1951                    | 7. Mai 1952       |                  |
| Lordsiegelbewahrer                              | Harry Crookshank        | Harry Crookshank                                   | Conservative Party | 7. Mai 1952                         | 5. April 1955     |                  |
| Schatzkanzler Zweiter Lord des Schatzamtes      | Rab Butler              | Rab Butler                                         | Conservative Party | 26. Oktober 1951                    | 5. April 1955     |                  |
| Innenminister Minister für Wales                | David Maxwell Fyfe      | David Maxwell Fyfe                                 | Conservative Party | 28. Oktober 1951                    | 18. Oktober 1954  |                  |
| Innenminister Minister für Wales                | Gwilym Lloyd George     | Gwilym Lloyd George                                |                    | National Liberal Party              | 18. Oktober 1954  | 5. April 1955    |
| Minister für Landwirtschaft und Fischerei       | Thomas Dugdale          | Sir Thomas Dugdale                                 |                    | Conservative Party                  | 31. Oktober 1951  | 18. Juli 1954    |
| Minister für Landwirtschaft und Fischerei       | Derick Heathcoat-Amory  | Derick Heathcoat-Amory                             | Conservative Party | 28. Juli 1954                       | 5. April 1955     |                  |
| Kolonialminister                                | Oliver Lyttelton        | Oliver Lyttelton                                   | Conservative Party | 28. Oktober 1951                    | 18. Juli 1954     |                  |
| Kolonialminister                                | Alan Lennox-Boyd        | Alan Lennox-Boyd                                   | Conservative Party | 28. Juli 1954                       | 5. April 1955     |                  |
| Minister für Commonwealth-Beziehungen           | Hastings Ismay          | Hastings Ismay, 1. Baron Ismay                     | Conservative Party | 28. Oktober 1951                    | 12. März 1952     |                  |
| Minister für Commonwealth-Beziehungen           | Robert Gascoyne-Cecil   | Robert Gascoyne-Cecil, 5. Marquess of Salisbury    | Conservative Party | 12. März 1952                       | 24. November 1954 |                  |
| Minister für Commonwealth-Beziehungen           | Philip Cunliffe-Lister  | Philip Cunliffe-Lister, Viscount Swinton           | Conservative Party | 24. November 1952                   | 5. April 1955     |                  |
| Minister für Koordinierung                      |                         | Frederick James Leathers, 1. Viscount Leathers     | Conservative Party | 30. Oktober 1951                    | 3. September 1953 |                  |
| Verteidigungsminister                           | Winston Churchill       | Winston Churchill                                  | Conservative Party | 28. Oktober 1951                    | 1. März 1952      |                  |
| Verteidigungsminister                           | Harold Alexander        | Harold Alexander, 1. Earl Alexander of Tunis       | Conservative Party | 1. März 1952                        | 18. Oktober 1954  |                  |
| Verteidigungsminister                           | Harold Macmillan        | Harold Macmillan                                   | Conservative Party | 18. Oktober 1954                    | 5. April 1955     |                  |
| Bildungsminister/in                             | Florence Horsbrugh      | Florence Horsbrugh                                 | Conservative Party | 2. November 1951                    | 18. Oktober 1954  |                  |
| Bildungsminister/in                             | David Eccles            | David Eccles                                       | Conservative Party | 18. Oktober 1954                    | 5. April 1955     |                  |
| Ernährungsminister                              | Gwilym Lloyd George     | Gwilym Lloyd-George                                |                    | National Liberal Party              | 31. Oktober 1951  | 18. Oktober 1954 |
| Ernährungsminister                              | Derick Heathcoat-Amory  | Derick Heathcoat-Amory                             |                    | Conservative Party                  | 18. Oktober 1954  | 5. April 1955    |
| Gesundheitsminister                             | Harry Crookshank        | Harry Crookshank                                   | Conservative Party | 30. Oktober 1951                    | 7. Mai 1952       |                  |
| Gesundheitsminister                             | Iain Macleod            | Iain Macleod                                       | Conservative Party | 7. Mai 1952                         | 5. April 1955     |                  |
| Pensionsminister                                | Derick Heathcoat-Amory  | Derick Heathcoat-Amory                             | Conservative Party | 5. November 1951                    | 3. September 1953 |                  |
| Pensionsminister                                |                         | Osbert Peake                                       | Conservative Party | 3. September 1953                   | 5. April 1955     |                  |
| Minister für Wohnungsbau und Kommunalverwaltung | Harold Macmillan        | Harold Macmillan                                   | Conservative Party | 30. Oktober 1951                    | 18. Oktober 1954  |                  |
| Minister für Wohnungsbau und Kommunalverwaltung | Duncan Sandys           | Duncan Sandys                                      | Conservative Party | 18. Oktober 1954                    | 5. April 1955     |                  |
| Minister für Arbeit und den Nationalen Dienst   | Walter Monckton         | Walter Monckton                                    | Conservative Party | 28. Oktober 1951                    | 5. April 1955     |                  |
| Chancellor of the Duchy of Lancaster            | Philip Cunliffe-Lister  | Philip Cunliffe-Lister, 1. Earl of Swinton         | Conservative Party | 31. Oktober 1951                    | 24. November 1952 |                  |
| Chancellor of the Duchy of Lancaster            | Frederick Marquis       | Frederick Marquis, 1. Earl of Woolton              | Conservative Party | 24. November 1952                   | 5. April 1955     |                  |
| Minister für Materialien                        | Philip Cunliffe-Lister  | Philip Cunliffe-Lister, 1. Earl of Swinton         | Conservative Party | 31. Oktober 1951                    | 24. November 1952 |                  |
| Minister für Materialien                        |                         | James Salter                                       | Conservative Party | 24. November 1952                   | 1. September 1953 |                  |
| Minister für Materialien                        | Frederick Marquis       | Frederick Marquis, 1. Earl of Woolton              | Conservative Party | 1. September 1953                   | 5. April 1955     |                  |
| Paymaster General                               | Frederick Lindemann     | Frederick Lindemann, 1. Viscount Cherwell          | Conservative Party | 30. Oktober 1951                    | 11. November 1953 |                  |
| Paymaster General                               | George Douglas-Hamilton | George Nigel Douglas-Hamilton, 10. Earl of Selkirk | Conservative Party | 11. November 1953                   | 5. April 1955     |                  |
| Minister für Schottland                         |                         | James Stuart                                       |                    | Unionist Party (Conservative Party) | 30. Oktober 1951  | 5. April 1955    |
| Handelsminister Präsident des Board of Trade    | Peter Thornycroft       | Peter Thorneycroft                                 |                    | Conservative Party                  | 30. Oktober 1951  | 5. April 1955    |